# 强棘鸟蛤
强棘鸟蛤（学名：Fragum peronatum），是帘蛤目鸟尾蛤科的一种。主要分布于中国大陆，常栖息在水深12－29米处。